# Liste de funiculaires en Suisse

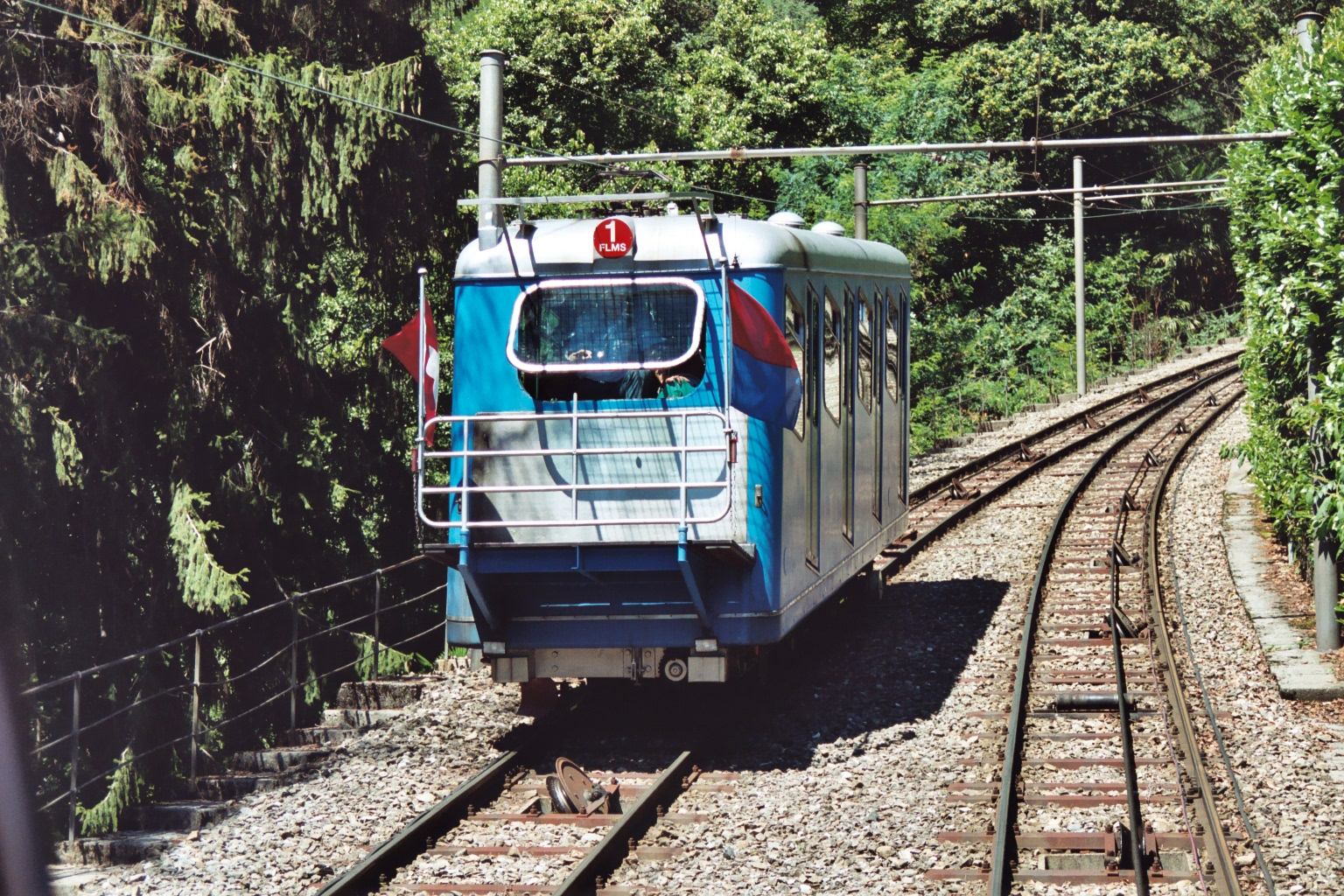
Funiculaire de la Madonna del Sasso à Locarno

La Suisse, pays au relief tourmenté, possède un grand nombre de funiculaires, moyen de transport idéal pour vaincre de fortes déclivités.

## Historique
Le premier funiculaire de Suisse entra en service le 16 mars 1877 entre Lausanne et Ouchy. Par la suite, le L-O, surnommé la « Ficelle », a d'abord été converti en chemin de fer à crémaillère (13.04.1958), puis en métro automatique m2 (27.10.2008).
En 2017, le plus ancien funiculaire suisse en fonction est le Giessbachbahn (de) (GbB) qui relie le Grand hôtel de Giessbach au débarcadère situé sur le Lac de Brienz.
Il est intéressant de souligner qu'entre 1934 (funiculaire Unterwasser––Iltios) et 1975 (reconstruction du Saint-Gall–Mühlegg), aucun funiculaire n'a été construit dans le pays, alors que 9 lignes étaient démantelées durant la même période. 

## Tableau des funiculaires
| Sigle et compagnie | Sigle et compagnie                     | Localisation | Mise en service | Gares (inférieure/supérieure)                | Longueur | Dénivelé | Rampe max.    | Remarques                                                                                             | Photo |
| ------------------ | -------------------------------------- | ------------ | --------------- | -------------------------------------------- | -------- | -------- | ------------- | --- | ----- |
| ASm                | Aare Seeland mobil                     | Berne        | 08.06.1912      | Gléresse – Prêles                            | 1 183 m  | 379 m    | 400 ‰         | vinifuni.ch                                                                                           |       |
| BB                 | Bürgenstockbahn                        | Nidwald      | 08.07.1888      | Kehrsiten – Bürgenstock                      | 934 m    | 440 m    | 580 ‰         | buergenstock-bahn.ch                                                                                  |       |
| BE                 | Bienne–Evilard                         | Berne        | 20.01.1898      | Bienne – Evilard                             | 920 m    | 242 m    | 355 ‰         | aujourd'hui FUNIC                                                                                     |       |
| BLM                | Bergbahn Lauterbrunnen–Mürren          | Berne        | 14.08.1891      | Lauterbrunnen – Grütschalp                   | 1 421 m  | 685 m    | 606 ‰         | supprimé le 24.04.2006, remplacé par un téléphérique                                                  |       |
| BM                 | Bienne–Macolin                         | Berne        | 02.06.1887      | Bienne – Macolin                             | 1 681 m  | 438 m    | 322 ‰         | aujourd'hui FUNIC                                                                                     |       |
| BrB                | Braunwaldbahn                          | Glaris       | 06.08.1907      | Linthal – Braunwald                          | 1 294 m  | 588 m    | 640 ‰         | braunwald.ch                                                                                          |       |
| CG                 | Cossonay–Gare                          | Vaud         | 28.08.1898      | Cossonay-Gare – Cossonay-Ville               | 1 219 m  | 133 m    | 130 ‰         | cossonay.net                                                                                          |       |
| Db                 | Dolderbahn                             | Zurich       | 13.07.1895      | Zurich Römerhof – Waldhaus Dolder            | 805 m    | 100 m    | 178 ‰         | supprimé le 27.08.1972, remplacé par un chemin de fer à crémaillère                                   |       |
| DBB                | Dietschibergbahn                       | Lucerne      | 10.08.1912      | Lucerne – Dietschiberg                       | 1 243 m  | 186 m    | 249 ‰         | hors service depuis le 30.09.1978                                                                     |       |
| DBG                | Drahtseil-Bahn Gütsch                  | Lucerne      | 22.08.1884      | Lucerne – Gütsch                             | 173 m    | 84 m     | 531 ‰         | hors service du 21.04.2008 au 15.09.2015                                                              |       |
| DEG                | Drahtseilbahn Engelberg–Gerschnialp    | Obwald       | 21.01.1913      | Engelberg – Gerschnialp                      | 512 m    | 266 m    | 680 ‰         | aujourd'hui Bergbahnen Engelberg-Trübsee-Titlis (BET)                                                 |       |
| DIH                | Drahtseilbahn Interlaken–Heimwehfluh   | Berne        | 21.07.1906      | Interlaken – Heimwehfluh                     | 486 m    | 102 m    | 590 ‰         | heimwehfluh.ch                                                                                        |       |
| DMB                | Drahtseilbahn Marzili-Stadt Bern       | Berne        | 18.07.1885      | Berne Marzili – Bundesterrasse               | 105 m    | 32 m     | 323 ‰         | marzilibahn.ch                                                                                        |       |
| DPB                | Davos–Parsenn-Bahn                     | Grisons      | 17.12.1931      | Davos-Dorf – Höhenweg                        | 1 860 m  | 662 m    | 477 ‰         | parsenn.ch                                                                                            |       |
| DPB                | Davos–Parsenn-Bahn                     | Grisons      | 02.12.1932      | Höhenweg – Weissfluhjoch                     | 2 188 m  | 444 m    | 310 ‰         | parsenn.ch                                                                                            |       |
| DSB                | Davos – Schatzalp-Bahn                 | Grisons      | 24.12.1899      | Davos-Platz – Schatzalp                      | 702 m    | 304 m    | 473 ‰         | schatzalp.ch                                                                                          |       |
| DSS                | Drahtseilbahn Schwyz–Stoos             | Schwytz      | 19.08.1933      | Schlattli – Stoos                            | 1 361 m  | 703 m    | 781 ‰         | remplacé le 17.12.2017 par un nouveau funiculaire reste en réserve en cas de panne du nouveau         |       |
| DUI                | Drahtseilbahn Unterwasser–Iltios       | Saint-Gall   | 26.07.1934      | Unterwasser – Iltios                         | 1 195 m  | 428 m    | 457 ‰         | toggenburgbergbahnen.ch                                                                               |       |
| FLMS               | Funicolare Locarno–Madonna del Sasso   | Tessin       | 01.03.1906      | Locarno – Madonna del Sasso                  | 811 m    | 173 m    | 300 ‰         | maggioreevalli.ticino.ch                                                                              |       |
| FMB                | Funicolare Cassarate–Monte Bré         | Tessin       | 16.06.1908      | Cassarate – Suvigliana                       | 196 m    | 102 m    | 605 ‰         | montebre.ch                                                                                           |       |
| FMB                | Funicolare Cassarate–Monte Bré         | Tessin       | 17.02.1912      | Suvigliana – Monte Bré                       | 1 403 m  | 522 m    | 475 ‰         | montebre.ch                                                                                           |       |
| FPR                | Funiculare Piotta–Ritom                | Tessin       | 01.07.1921      | Piotta – Piora                               | 1 360 m  | 782 m    | 878 ‰         | FFS jusqu'en 2000 ; ritom.ch                                                                          |       |
| FüB                | Fürigenbahn                            | Nidwald      | 25.05.1928      | Harissenbucht – Fürigen                      | 376 m    | 201 m    | 730 ‰         | hotel-fuerigen.ch ; actuellement hors service                                                         |       |
| GB                 | Gurtenbahn                             | Berne        | 12.08.1899      | Wabern bei Bern – Gurten Kulm                | 1 045 m  | 260 m    | 330 ‰         | gurtenbahn.ch                                                                                         |       |
| GbB                | Giessbachbahn                          | Berne        | 21.07.1879      | Giessbach See – Giessbach                    | 333 m    | 93 m     | 320 ‰         | giessbach.ch                                                                                          |       |
| HB                 | Harderbahn                             | Berne        | 15.05.1908      | Interlaken – Harder Kulm                     | 1 435 m  | 737 m    | 640 ‰         | fait partie du groupe des Jungfraubahnen : jungfraubahn.ch                                            |       |
| HT                 | Engelberg–Hotel Terrasse               | Obwald       | 30.08.1905      | Engelberg – Hôtel Terrasse                   | 133 m    | 47 m     | 372 ‰         | hors service depuis 1993 ; démoli en 2008                                                             |       |
| KWO                | Gelmerbahn                             | Berne        | 11.11.1926      | Handegg – Gelmersee                          | 1 030 m  | 450 m    | 1060 ‰        | ouvert au public dès le 04.08.2001 ; grimselwelt.ch                                                   |       |
| LAS                | Les Avants–Sonloup                     | Vaud         | 14.12.1910      | Les Avants – Sonloup                         | 515 m    | 180 m    | 545 ‰         | aujourd'hui MVR, groupe Golden Pass                                                                   |       |
| LO-LG              | Lausanne-Ouchy                         | Vaud         | 16.03.1877      | Ouchy – Lausanne-Flon                        | 1 485 m  | 105 m    | 130 ‰         | supprimé le 13.04.1958, remplacé par un chemin de fer à crémaillère                                   |       |
| LO-LG              | Lausanne-Gare                          | Vaud         | 04.12.1879      | Lausanne-Gare – Lausanne-Flon                | 318 m    | 31 m     | 127 ‰         | supprimé le 01.10.1954, remplacé par un chemin de fer à crémaillère                                   |       |
| LS                 | Lausanne–Signal                        | Vaud         | 18.10.1899      | Lausanne-Vallon – Signal de Sauvabelin       | 468 m    | 112 m    | 280 ‰         | supprimé le 31.10.1948                                                                                |       |
| LSF                | Lufseilbahnen Saas-Fee                 | Valais       | 19.12.1984      | Felskinn – Mittelallalin                     | 1 455 m  | 465 m    | 481 ‰         | saas-fee.ch                                                                                           |       |
| MMB                | Muottas-Muragl-Bahn                    | Grisons      | 09.08.1907      | Punt Muragl – Muottas Muragl                 | 2 170 m  | 705 m    | 539 ‰         | muottasmuragl.ch                                                                                      |       |
| MPF                | Moléson–Plan Francey                   | Fribourg     | 1998            | Moléson-Village – Plan Francey               | 1 351 m  | 411 m    | 518 ‰         | moleson.ch                                                                                            |       |
| MS                 | Lugano–Monte S. Salvatore              | Tessin       | 27.03.1890      | Lugano – Pazzallo                            | 815 m    | 212 m    | 372 ‰         | montesansalvatore.ch                                                                                  |       |
| MS                 | Lugano–Monte S. Salvatore              | Tessin       | 27.03.1890      | Pazzallo – Monte S. Salvatore                | 815 m    | 839 m    | 610 ‰         | montesansalvatore.ch                                                                                  |       |
| MSG                | Mühleggbahn St. Gallen                 | Saint-Gall   | 14.12.1893      | Saint-Gall – Mühlegg                         | 309 m    | 68 m     | 228 ‰         | supprimé le 05.11.1949, remplacé par un chemin de fer à crémaillère                                   |       |
| MSG                | Mühleggbahn St. Gallen                 | Saint-Gall   | 07.05 1975      | retour à un funiculaire                      | 319 m    | 68 m     | 228 ‰         | muehleggbahn.ch                                                                                       |       |
| NB                 | Niesenbahn                             | Berne        | 15.07.1910      | Mülenen – Schwandegg                         | 2 107 m  | 976 m    | 660 ‰         | niesen.ch                                                                                             |       |
| NB                 | Niesenbahn                             | Berne        | 15.07.1910      | Schwandegg – Niesen Kulm                     | 1 388 m  | 667 m    | 680 ‰         | niesen.ch                                                                                             |       |
| RfB                | Reichenbachfall–Bahn                   | Berne        | 08.09.1899      | Reichenbach – Reichenbachfall                | 707 m    | 244 m    | 617 ‰         | reichenbachfall.ch                                                                                    |       |
| RhW                | Rheineck–Walzenhausen                  | SG AR        | 27.06.1896      | Rheineck – Walzenhausen                      | 1 245 m  | 267 m    | 260 ‰         | supprimé le 01.05.1958, remplacé par un chemin de fer à crémaillère                                   |       |
| RW                 | Ragaz–Wartenstein                      | Saint-Gall   | 01.08.1892      | Bad Ragaz – Wartenstein                      | 788 m    | 208 m    | 311 ‰         | supprimé le 25.10.1964                                                                                |       |
|                    | Verticalp Emosson                      | Valais       | 1920            | Funiculaire du Châtelard                     | 1 310 m  | 693 m    | 870 ‰         | FCB (CFF) jusqu'en 1975 ; ouvert au public 1935-1968 ; hors service 1968-1975                         |       |
| 03.07.1991         | Verticalp Emosson                      | Valais       | Minifunic       | 261 m                                        | 140 m    | 727 ‰    | chatelard.net | |       |
| SBB                | Standseilbahn Sedrun                   | Grisons      | 18.10.1997      | Mira – Las Rueras                            | 150 m    | 64 m     | 466 ‰         | alptransit.ch                                                                                         |       |
| SbB                | Sonnenbergbahn                         | Lucerne      | 05.05.1902      | Kriens – Sonnenberg                          | 380 m    | 210 m    | 425 ‰         | erlebnis-sonnenberg.ch                                                                                |       |
| SMA                | Seilbahn Mürren–Allmendhubel           | Berne        | 16.12.1912      | Mürren – Allmendhubel                        | 536 m    | 258 m    | 610 ‰         | schilthorn.ch                                                                                         |       |
| SMC                | Sierre–Montana–Crans                   | Valais       | 28.09.1911      | Sierre – Saint-Maurice-de-Laques             | 2 375 m  | 534 m    | 484 ‰         | cie-smc.ch depuis 1997, plus long funiculaire d'Europe                                                |       |
| SMC                | Sierre–Montana–Crans                   | Valais       | 28.09.1911      | Saint-Maurice-de-Laques – Montana-Vermala    | 1 832 m  | 397 m    | 396 ‰         | cie-smc.ch depuis 1997, plus long funiculaire d'Europe                                                |       |
| SMC                | Sierre–Montana–Crans                   | Valais       | 16.12.1997      | réunification des deux sections              | 4 191 m  | 927 m    | 426 ‰         | cie-smc.ch depuis 1997, plus long funiculaire d'Europe                                                |       |
| SthB               | Stanserhornbahn                        | Nidwald      | 23.08.1893      | Stans – Kälti                                | 1 547 m  | 264 m    | 270 ‰         | stanserhorn.ch                                                                                        |       |
| SthB               | Stanserhornbahn                        | Nidwald      | 23.08.1893      | Kälti – Blumatt                              | 1 090 m  | 507 m    | 620 ‰         | sections supprimées le 01.09.1974, remplacées par un téléphérique                                     |       |
| SthB               | Stanserhornbahn                        | Nidwald      | 23.08.1893      | Blumatt – Stanserhorn                        | 1 276 m  | 629 m    | 630 ‰         | sections supprimées le 01.09.1974, remplacées par un téléphérique                                     |       |
| StMC               | St. Moritz–Corviglia                   | Grisons      | 02.01.1913      | Saint-Moritz – Chantarella                   | 456 m    | 164 m    | 453 ‰         | deux compagnies séparées à l'origine, réunifiées depuis le 01.01.1938                                 |       |
| StMC               | St. Moritz–Corviglia                   | Grisons      | 19.12.1928      | Chantarella – Corviglia                      | 1 630 m  | 480 m    | 456 ‰         | deux compagnies séparées à l'origine, réunifiées depuis le 01.01.1938                                 |       |
| SSS                | Standseilbahn Schwyz–Stoos             | Schwytz      | 17.12.2017      | Hinteres Schlattli – Stoos                   | 1 547 m  | 744 m    | 1110 ‰        | stoos-muotatal.ch                                                                                     |       |
| StMS               | St-Imier–Mont-Soleil                   | Berne        | 10.08.1903      | Saint-Imier – Mont-Soleil                    | 728 m    | 341 m    | 600 ‰         | www.funisolaire.ch                                                                                    |       |
| TBB                | Thunersee–Beatenberg-Bahn              | Berne        | 21.06.1889      | Beatenbucht – Beatenberg                     | 1 695 m  | 553 m    | 400 ‰         | niederhorn.ch                                                                                         |       |
| TG                 | Territet-Glion                         | Vaud         | 19.08.1883      | Territet – Glion                             | 632 m    | 300 m    | 570 ‰         | aujourd'hui MVR, groupe Golden Pass                                                                   |       |
| TLT                | Funiculaire St-Luc–Chandolin           | Valais       | 10.12.1994      | Saint-Luc – Tignousa                         | 1 274 m  | 503 m    | 552 ‰         | funiluc.ch                                                                                            |       |
| TMF                | Territet–Mont-Fleuri                   | Vaud         | 30.07.1910      | Territet – Mont-Fleuri                       | 422 m    | 185 m    | 560 ‰         | hors service depuis le 04.11.1992                                                                     |       |
| TPF                | Neuveville–St-Pierre, Fribourg         | Fribourg     | 04.02.1899      | Fribourg Neuveville – St-Pierre              | 121 m    | 60 m     | 550 ‰         | dernier funiculaire de Suisse à fonctionner par contrepoids à eau (eaux usées de la ville !) ; tpf.ch |       |
| TPL                | Funiculaire Lugano-Ville – Lugano-Gare | Tessin       | 08.11.1886      | Lugano-Ville – Lugano-Gare                   | 220 m    | 53 m     | 252 ‰         | tplsa.ch                                                                                              |       |
| TPL                | Funicolare degli Angioli               | Tessin       | 24.07.1913      | Lugano Piazza Luini – Via Maraini            | 136 m    | 53 m     | 440 ‰         | hors service depuis le 04.10.1986                                                                     |       |
| TransN             | Écluse–Plan                            | Neuchâtel    | 27.10.1890      | Neuchâtel Écluse – Plan                      | 391 m    | 110 m    | 384 ‰         | www.transn.ch                                                                                         |       |
| TransN             | La Coudre–Chaumont                     | Neuchâtel    | 17.09.1910      | La Coudre – Chaumont                         | 2 091 m  | 570 m    | 460 ‰         | www.transn.ch                                                                                         |       |
| TransN             | Fun'ambule                             | Neuchâtel    | 27.04.2001      | Neuchâtel Université – Gare                  | 330 m    | 46 m     | 340 ‰         | www.2000neu.ch ; propriété de la Ville de Neuchâtel                                                   |       |
| TSB                | Treib–Seelisberg-Bahn                  | Uri          | 30.05.1916      | Treib – Seelisberg                           | 1 134 m  | 330 m    | 380 ‰         | klewenalp.ch                                                                                          |       |
| VBZ                | Polybahn Zürich                        | Zurich       | 08.01.1889      | Zurich quai de la Limmat – EPFZ              | 167 m    | 42 m     | 260 ‰         | Polybahn sur www.stadt-zuerich.ch                                                                     |       |
| VBZ                | Seilbahn Rigiviertel, Zürich           | Zurich       | 04.04.1901      | Zurich rue de l'Université – rue de Germanie | 292 m    | 75 m     | 330 ‰         | Rigiblick sur www.stadt-zuerich.ch                                                                    |       |
| VBZ                | Seilbahn Rigiviertel, Zürich           | Zurich       | 26.05.1979      | prolongation jusqu'à Rigiblick               | 385 m    | 94 m     | 390 ‰         | Rigiblick sur www.stadt-zuerich.ch                                                                    |       |
| VCP                | Vevey–Chardonne–Mont Pèlerin           | Vaud         | 24.07.1900      | Vevey-Plan – Mont Pèlerin                    | 1 578 m  | 417 m    | 540 ‰         | aujourd'hui MVR, groupe Golden Pass                                                                   |       |
| ZBB                | Zuger Bergbahn und Bus                 | Zoug         | 14.05.1907      | Schönegg – Zugerberg                         | 1 261 m  | 366 m    | 470 ‰         | zbb.ch                                                                                                |       |
| ZRH                | Skymetro                               | Zurich       | 09.2003         | Airside Center – Dock E                      | 1 138 m  | 0 m      | 0 ‰           | véhicules sur coussin d'air ; myswitzerland.com                                                       |       |
| ZSB                | Zermatt–Sunnegga-Bahn                  | Valais       | 28.12.1980      | Zermatt – Sunnegga                           | 1 520 m  | 689 m    | 633 ‰         | www.zermatt.ch                                                                                        |       |

Source : Réseau ferré suisse, Secrétariat général CFF, Berne 1997,  (ISBN 3-905111-21-7) ; disponible sur le site de CFF Historic

## Divers
Les funiculaires ouverts au public mais sans exploitation professionnelle au sens de la loi sur le transport de voyageurs (LTV) ne se trouvent pas dans la liste. Par exemple, le funiculaire Flims–Caumasee peut être utilisé gratuitement.
De nombreux autres funiculaires ne sont pas ouverts au public et ne sont donc pas repris sur la liste précédente. Ces installations ont été construites par l’armée ou par des entreprises (souvent de distribution d'électricité) et sont destinées au transport des employés et des marchandises. Entre autres, les funiculaires d’Émosson, de Piotta-Ritom et le Gelmerbahn ont été réalisés pour faciliter la construction et l'entretien de barrages hydroélectriques, et ce n'est qu'ultérieurement qu'ils ont été accessibles aux voyageurs.
Certaines installations ne comportent qu'une seule voiture, l'autre est remplacée par un chariot lesté faisant office de contrepoids. D'autres funiculaires n'ont qu'une seule cabine, sans aucun contrepoids (Gelmerbahn, Vinifuni, Funicolare degli Angioli) : il conviendrait donc de les considérer comme ascenseurs à plan incliné.
À noter que certains funiculaires comportent une crémaillère, c'est le cas notamment du Territet-Glion (TG), premier du genre, du Marzilibahn de Berne (système Riggenbach) et du Polybahn (système Abt). Ce système est utilisé pour freiner les voitures en cas de rupture du câble de traction. Il arrive alors que ces funiculaires soient confondus avec un chemin de fer à crémaillère.
Enfin, le dernier né des funiculaires suisses, le Skymetro de l'aéroport international de Zurich, innove : chaque voiture articulée triple est maintenue par un coussin d'air au-dessus d'une piste bétonnée ! Tracté par câble, il reste néanmoins un funiculaire. Mais il faut noter que cette installation n'a pas de concession selon le LTV. Il s'agit d'une installation d'aéroport qui est compris dans la concession d'exploitation de l'aérodrome.

## Traction
Souvent mis en service avec une traction par contrepoids à eau, la quasi-totalité des funiculaires sont aujourd'hui dotés d'un système de traction électrique. Cependant, le Neuveville–St-Pierre (aujourd'hui ligne  F  du réseau urbain fribourgeois) utilise encore les eaux usées de la ville pour faire contrepoids. Dans la majorité des cas, la machinerie qui tracte les cabines se situe dans la gare supérieure, mais certains funiculaires, tels Ritom (FPR) et le Fun'ambule de Neuchâtel, ont leurs machines dans la station aval.

## Superlatifs
- Le plus raide : funiculaire Nivo – usine électrique de Piottino : 153,5  %[3].
- Le plus raide ouvert au public : funiculaire Schwyz-Stoos : 111 %.
Le moins raide : Skymetro (ZRH) : 0 % (en palier).
- Le plus long : Sierre – Montana-Vermala (SMC) : 4 191 m.
Le plus court : Marzilibahn Bern (DMB) : 105 m.
- Le plus ancien (en service) : Giessbachbahn (GbB) : 21 juillet 1879.
Le plus récent : Vinifuni Gléresse – Prêles (LTB) : 17 mai 2004 (après rénovations).
- Selon le Guinness Book, l'escalier de service du funiculaire du Niesen (NB) serait le plus long escalier du monde. Chaque année se déroule une course à pied[4] au cours de laquelle les concurrents doivent gravir les 11 674 marches[5].